# هاری (فیلم)
هاری فیلمی به کارگردانی امیراحمد انصاری، نویسندگی امیرعلی محسنین و تهیه‌کنندگی مهدی مددکار ساختهٔ سال ۱۳۹۳ است.
این فیلم در تاریخ ۲۵ بهمن ۱۳۹۶ در سینماهای ایران اکران شده‌است.

## خلاصهٔ داستان
دو دوست قدیمی و هم‌خانه به نام سیاوش (علیرضا کمالی) و شاهرخ (میلاد کی مرام) که هر کدام باانگیزه و پیش‌زمینه‌های متفاوت در یک بازی خطرناک مالی گرفتار می‌شوند روندی را در رفاقت خود طی می‌کنند که پایان آن پایان تلخ رفاقت و صداقت است.

## بازیگران
- هنگامه قاضیانی
- علیرضا کمالی
- مینا ساداتی
- حسین سلیمانی
- میلاد کی‌مرام
- جمشید هاشم‌پور
- مجید واشقانی